# Матьє Жіру
Матьє Жіру (фр. Mathieu Giroux, нар. 3 лютого 1986) — канадський ковзаняр, олімпійський чемпіон.
Золоту олімпійську медаль і звання олімпійського чемпіона Жіру виборов у складі збірної Канади у командній гонці переслідування. На рахунку Жіру також дві перемоги на етапах Кубка світу, теж у командній гонці переслідування.